# Candeler
El candeler o cerer era un menestral que tenia l'ofici de fer candeles o ciris de cera.
A Barcelona, els candelers de sèu, que feien les candeles amb greix animal, formaven una confraria pròpia, ja documentada el 1372. A mitjan segle xv, a la ciutat hi havia onze candelers de cera i sis de sèu. A Lleida, al segle xv es troben esmentats també diversos candelers i cerers. Al segle xvi deixaren de ser considerats menestrals per passar a la classe dels artistes.
A Mallorca, els candelers o cerers compartien col·legi amb els sucrers, i tenien també les funcions dels especiers i els adroguers: a les botigues venien, a més de ciris, candeles, sucre i altres dolços, objectes considerats de drogueria (canyella, nou moscada, vermelló, argent viu, sublimat, verdet, blanquet, encens, sang de dragó (en), alum, trementina, flors, goma...). A més, havien compartit col·legi amb els apotecaris fins que formaren el seu col·legi propi al segle xvi. La patrona dels sucrers i els candelers era la Candelera (2 de febrer), i les seves reunions tenien lloc al convent del Carme, però també, ocasionalment, al del Sant Esperit (avui de Sant Felip Neri). L'escut del col·legi consistia en un torn de ciris, un perol al foc i dos pots de confits.